# Medalla del Nepal
La Medalla del Nepal (anglès: Nepal Medal) va ser atorgada per l'Honorable Companyia de les Índies Orientals (HEIC) a oficials i soldats indis nadius per conducta particularment distingida durant la Guerra Anglonepalesa de 1814-16.

## Criteris
La guerra es va lliurar entre la HEIC britànica i el Regne del Nepal com a resultat de disputes frontereres entre els dos països. La guerra va acabar el 1816 amb el Tractat de Sugauli, en què el Nepal va cedir territori a la HEIC, va acordar un representant britànic a Katmandú i va permetre a Gran Bretanya reclutar gurkhes per al servei militar amb la HEIC.
La medalla va ser autoritzada el 20 de març de 1816 pel marquès de Hastings, governador general de l'Índia, per ser atorgada a tots els oficials indis nadius i a soldats nadius seleccionats dels exèrcits de l'Honorable Companyia de les Índies Orientals pel seu zel i coratge distingits durant la guerra. Es van atorgar un total de 300 medalles.
Tot i que els membres de l'exèrcit britànic presents no podien optar a la medalla, els soldats britànics supervivents i els soldats nadius que servien amb les forces de l'HEIC que no havien rebut la Medalla del Nepal tenien dret a la Medalla de l'Exèrcit de l'Índia amb el fermall "Nepal", quan es va establir aquesta medalla el 1851. Inicialment s'havia proposat que, en lloc de la Medalla de l'Exèrcit de l'Índia, els veterans indis supervivents rebessin la Medalla del Nepal de 1816. Tanmateix, finalment es va decidir que tindrien dret a la Medalla de l'Exèrcit de l'Índia, sempre que no se'ls hagués atorgat la Medalla de 1816 en aquell moment.

## Descripció
La medalla és de plata i va ser encunyada a la Casa de la Moneda de Calcuta. Mesura 51 mm de diàmetre i té el següent disseny:

L'anvers representa un cim de muntanya fortificada amb, en primer pla, un canó i tropes marxant amb una bandera i baionetes encaixades darrere d'un turó. No hi ha cap inscripció.

El revers té la inscripció en persa Aquesta medalla va ser atorgada pel governador general nawab Bahadur, en testimoni de l'energia, el bon servei, l'habilitat i la intrepidesa que es va mostrar durant les campanyes als turons, durant els anys hijri 1229 i 1230."
 La
medalla es va emetre sense nom.
La suspensió és un llaç aplanat, fixat a la base, a través del qual passa un cordó de suspensió o una cinta estreta, que permet portar la medalla al voltant del coll.